# Triuris
Triuris  es un género de plantas con flores perteneciente a la familia Triuridaceae. Comprende nueve especies.

## Especies seleccionadas
- Triuris alata
- Triuris brevistylis
- Triuris hexophthalma